# Morten Jung
Morten Jung (født 18. juli 1968 i København) er en dansk kommunalpolitiker, der er medlem af Det Konservative Folkeparti. Han har tidligere været medlem af Radikale Venstre , hvor han sad i Frederiksberg Kommunalbestyrelse af flere perioder. Han blev ved kommunalvalget i 2017 ikke valgt ind.

## Baggrund
Morten Jung er cand.merc.jur. fra Copenhagen Business School i 1996 og arbejder til daglig som virksomhedskonsulent i virksomheden A-2.
Han er gift med Karin Bay-Jensen Jung, og parret har to børn.

## Karriere
Han blev ved kommunalvalget i 2005 valgt ind for første gang.
Ved kommunalvalget 17. november 2009 var Morten Jung radikal spidskandidat i Frederiksberg Kommune, men blev med 373 personlige stemmer ikke valgt. Da Lone Loklindt blev valgt til Folketinget ved valget i 2011, forlod hun kommunalbestyrelsen og gav plads til Morten Jung. Morten Jung var spidskandidat for Det Radikale Venstre til kommunalvalget på Frederiksberg i 2013, og efter valget var han 1. viceborgmester, rådmand, formand for Kultur- og fritidsudvalget medlem af Undervisninsgudvalget samt formand for Folkeoplysningsudvalget. 
Han blev ikke genvalgt som spidskandidat, da Lone Loklindt blev foretrukket af partiets medlemmer, og han bekendtgjorde da, at han forlod lokalpolitik ved udgangen af kommunalvalgsperioden. I april 2017 blev det i stedet offentliggjort, at han stillede op for Det Konservative Folkeparti, hvor han opstillet som nr. 12. Det forbavsede flere af hans tidligere partimedlemmer i byrådet. Han modtog 268 personlige stemmer og blev ikke valgt ind.